# 1099
Високе Середньовіччя •  Золота доба ісламу •  Реконкіста •  Хрестові походи •  Київська Русь

## Геополітична ситуація
Візантію очолює Олексій I Комнін. Генріх IV є імператором Священної Римської імперії, а Філіп I — королем Франції.
Апеннінський півострів розділений: північ належить Священній Римській імперії, середню частину займає Папська область, південна частина півострова окупована норманами. Деякі міста півночі: Венеція, Піза, Генуя, мають статус міст-республік.
Південь Піренейського півострова захопили Альморавіди. Північну частину півострова займають християнські Кастилія, Леон (Астурія, Галісія), Наварра, Арагон та Барселона. Королем Англії є Вільгельм II Рудий, Магнус III Босоніг королем Норвегії, а Ерік I — королем Данії.
У Київській Русі княжить Святополк Ізяславич, а у Польщі Владислав I Герман. На чолі королівства Угорщина стоїть Коломан I.
Сельджуки окупували Персію та Малу Азію, в Єгипті владу утримують Фатіміди, у Магрибі панують Альморавіди, у Середній Азії правлять Караханіди, Газневіди втримують частину Індії. У Китаї продовжується правління династії Сун. На півдні Індії домінує Чола. В Японії триває період Хей'ан.

## Події
- Давид Ігорович повернувся з Польщі й з допомогою половців захопив Володимир і Луцьк. Луцький князь Микола Святоша втік до батька в Чернігів.
- Перший хрестовий похід:
  - 7 червня війська хрестоносців підійшли до стін Єрусалима і почали його облогу.
  - 24 червня засновано Орден святого Іоанна Єрусалимського, один з найстаріших християнських орденів, що збереглися до сьогодні.
  - 14 липня, після 6 днів облоги, учасники хрестового походу під керівництвом герцога Нижньої Лотарингії Годфріда Буйонського взяли штурмом Єрусалим і вирізали майже всіх мусульман і євреїв (близько 40 тисяч людей) та спалили мечеті і синагоги.
  - 22 липня утворилося Єрусалимське королівство. Першим королем обрано Готфріда Буйонського.
  - 12 серпня хрестоносці завдали поразки Фатімідам у битві при Аскалоні.
- Розпочався понтифікат Пасхалія II.
- Генуя запровадила інститут консулів, тобто проголосила себе республікою.